# Zlatý klas 1980
Jedenáctý ročník poháru o Zlatý klas  v ledním hokeji se konal od 2. – 4. září 1980 v Českých Budějovicích. Zúčastnili se čtyři týmy. Mužstva se utkala jednokolovým systémem každý s každým.

## Výsledky a tabulka
|    |                 | TCH  | SP  | ČB  | GDR  | V | R | P | Skóre | B |
| 1. | ČSSR            | ***  | 3:1 | 5:3 | 11:3 | 3 | 0 | 0 | 19:7  | 6 |
| 2. | HC Sparta Praha | 1:3  | *** | 3:0 | 5:0  | 2 | 0 | 1 | 9:3   | 4 |
| 3. | Motor ČB        | 3:5  | 0:3 | *** | 5:3  | 1 | 0 | 2 | 8:11  | 2 |
| 4. | NDR             | 3:11 | 0:5 | 3:5 | ***  | 0 | 0 | 3 | 6:21  | 0 |

 Československo –  NDR	11:3 (8:0, 2:1, 1:2)
2. září 1980 – České Budějovice

Branky Československa: 1. Miroslav Fryčer, 5. Lubomír Pěnička, 8. Vladimír Martinec, 9. Miroslav Fryčer, 10. Ivan Hlinka, 13. Jiří Lála, 16. František Kaberle, 19. Lubomír Pěnička,33. Jan Neliba, 34. Vladimír Martinec, 45. Lubomír Pěnička.

Branky NDR: 39. Roland Peters, 43. Friedhelm Bögelsach, 55. Detlef Radant.

Rozhodčí: Milan Jirka (TCH) – Zdeněk Bouška (TCH), Jindřich Simandl (TCH)

Vyloučení: 2:3 (využití 0:1)
ČSSR: Jiří Králík - Miroslav Dvořák, Miloslav Hořava, František Kaberle, Jan Neliba, Milan Chalupa, František Joun, Arnold Kadlec, Stanislav Hajdůšek - Miroslav Fryčer, Ivan Hlinka, Lubomír Pěnička - Jiří Dudáček, Milan Nový, Karel Holý - Jiří Lála, Jindřich Kokrment, Jaroslav Pouzar - Vladimír Martinec, Ján Vodila, Pavel Richter.
NDR: Egon Schmeissel (9. Uwe Hoffmann) - Karl-Rüdiger Schröder, Reinhard Fengler, Detlev Mark, Peter Schuhmann, Dieter Frenzel, Joachim Lempio – Frank Proske, Detlef Radant, Harald Kuhnke - Gerhard Müller, Wolfgang Unterdörfel, Friedhelm Bögelsack - Fred Bartell, Jürgen Franke, Peter Franke - Roland Peters.	
 Sparta Praha -  Motor České Budějovice 3:0 (0:0, 3:0, 0:0)
2. září 1980 – České Budějovice

Branky Sparty: 21. Jiří Bubla, 27. Válek, 36. Jiří Nikl.

Rozhodčí: Jan Budínský (TCH) – Jiří Brunclík (TCH), Václav Les (TCH)

Vyloučení: 4:3 (využití 0:0)
Sparta Praha: Vladislav Honc - Jiří Bubla, Zdeněk Hňup, Vladislav Vlček, Jan Zajíček, Vladimír Kostka, Miroslav Kuneš - Válek, Václav Honc, Jiří Nikl - Tomáš Netík, Peter Ihnačák, Jiří Jána - Jiří Hrdina, Karel Najman, Miroslav Kasík - František Tikal.
Motor České Budějovice: Vladimír Plánička - Ladislav Kolda, Petr Míšek, Jan Podlaha, Jaroslav Kočer, Roman Rákosník - František Čech, Norbert Král, Jaroslav Korbela - Jaroslav Liška, Václav Mařík, Jan Klabouch - Vladimír Caldr, Petr Hubáček, Jan Tlačil - Josef Anderle, Kroupa, Roman Božek.
 Československo -  Sparta Praha 3:1 (2:0, 0:1, 1:0)
3. září 1980 – České Budějovice

Branky Československa: 8. Jiří Lála, 10. Milan Nový, 50. Miroslav Fryčer 

Branka Sparty: 34. Miroslav Kasík

Rozhodčí: Milan Jirka (TCH) – Zdeněk Bouška (TCH), Jindřich Simandl (TCH)

Vyloučení: 2:1 (využití 0:0)
ČSSR: Jiří Králík - Miroslav Dvořák, Miloslav Hořava, František Kaberle, Jan Neliba, Milan Chalupa, Radoslav Svoboda, Arnold Kadlec, František Joun - Miroslav Fryčer, Ivan Hlinka, Lubomír Pěnička - Jiří Dudáček, Milan Nový,  Oldřich Válek - Jiří Lála, Jindřich Kokrment, Jaroslav Pouzar - Vladimír Martinec, Ján Vodila, Pavel Richter.
Sparta Praha: Vladislav Honc - Jiří Bubla, František Tikal, Vladislav Vlček, Jan Zajíček, Vladimír Kostka, Miroslav Kuneš - Karel Holý, Václav Honc, Jiří Nikl - Tomáš Netík, Peter Ihnačák, Jiří Jána - Jiří Hrdina, Karel Najman, Miroslav Kasík.
 NDR -  Motor České Budějovice 3:5 (0:2, 3:2, 0:1)
3. září 1980 – České Budějovice

Branky NDR: 31. Friedhelm Bögensack, 37. Dieter Frenzel, 38. Gerhard Müller. 

Branky Českých Budějovic: 2. Jan Klabouch, 6. Jan Klabouch, 24. Jan Klabouch, 39. Ladislav Kolda, 57. Josef Andrle.

Rozhodčí: Jan Budínský (TCH) – Václav Les (TCH), Mojmír Šatava (TCH)

Vyloučení: 3:5 (využití 0:1)
Motor České Budějovice: Ladislav Gula - Ladislav Kolda, Petr Míšek, Jaroslav Kočer, Jan Podlaha, Roman Rákosník - František Čech, Norbert Král, Josef Anderle - Jan Tlačil, Václav Mařík, Jaroslav Liška - Jaroslav Korbela, Petr Hubáček, Jan Klabouch.
 Sparta Praha -  NDR 5:0 (0:0, 2:0, 3:0)
4. září 1980 – České Budějovice

Branky Sparty: 26. Václav Honc, 36. Jiří Jána, 41. Jiří Jána, 46. Jiří Hrdina, 53. Karel Najman.

Rozhodčí: Milan Jirka (TCH) – Zdeněk Bouška (TCH), Jindřich Simandl (TCH)

Vyloučení: 3:2 (využití 1:0)
 Československo -  Motor České Budějovice 5:3 (4:0, 1:3, 0:0)
4. září 1980 – České Budějovice

Branky Československa: 7. Jiří Lála, 9. Miroslav Fryčer, 11. Jiří Lála, 18. Ján Vodila, 31. Ján Vodila.

Branky Českých Budějovic: 24. Ladislav Kolda, 25. Josef Anderle, 26. František Čech.

Rozhodčí: Jan Budínský (TCH) – Václav Les (TCH), Vítězslav Vala (TCH)

Vyloučení: 4:3 (využití 0:1)
ČSSR: Karel Lang - Miroslav Dvořák, Miloslav Hořava, Milan Chalupa, Radoslav Svoboda, František Joun, Jan Neliba, Arnold Kadlec, Stanislav Hajdůšek - Miroslav Fryčer, Ivan Hlinka, Lubomír Pěnička - Jiří Lála, Jindřich Kokrment, Jaroslav Pouzar - Jiří Dudáček, Milan Nový, Karel Holý - Vladimír Martinec, Ján Vodila, Oldřich Válek.
Motor České Budějovice: Vladimír Plánička (30. Ladislav Gula) - Ladislav Kolda, Petr Míšek, Jan Podlaha, Jaroslav Kočer, Rákosník - František Čech, Norbert Král, Josef Anderle - Jaroslav Korbela, Petr Hubáček, Jan Klabouch - Roman Božek,  Václav Mařík, Jan Tlačil - Vladimír Caldr, Kroupa, Jaroslav Liška.